# Испанская Западная Флорида
Западная Флорида (исп. Florida Occidental) — испанская колония, существовавшая в Северной Америке в конце XVIII — начале XIX веков.
В 1763 году, по окончании Семилетней войны, Испания по условиям мирного договора передала Великобритании колонию Флорида. По условиям этого же договора Франция передала Великобритании территорию Луизианы восточнее реки Миссисипи. Британия посчитала, что новоприобретённая территория является слишком большой для эффективного управления, и разделила её по реке Апалачикола на две колонии: Восточную Флориду и Западную Флориду.
В 1779 году в соответствии с Аранхуэсским договором Испания вступила в Войну за независимость США на стороне Франции и США. В 1783 году в соответствии с условиями мирного договора Великобритания вернула Испании обе Флориды. Испания предпочла сохранить введённое британцами разделение территории на две отдельные колонии. Однако договор не устанавливал точных границ, что вызвало проблемы.
Изначально северной границей Британской Западной Флориды была 31-я параллель, но в 1764 году британские власти решили дать поселенцам больше территории, и сдвинули северную границу Западной Флориды на широту 32° 22′. Испанцы настаивали, что северной границей их возвращённой колонии должна стать широта 32° 22′, но представители США утверждали, что земли между широтами 31° 00′ и 32° 22′ всегда управлялись британскими властями, и потому должны по праву принадлежать США. Спор о северной границе был окончательно разрешён в 1795 году, когда договором в Сан-Лоренцо она была проведена по 31-й параллели.
В 1800 году по секретному договору Испания вернула Луизиану Франции, однако в этом договоре опять же не были определены границы, поэтому когда в 1803 году Соединённые Штаты купили Луизиану, спор о границах возник опять: Соединённые Штаты предъявили претензии на земли между реками Миссисипи и Пердидо, но испанцы заявили, что они являются частью колонии Западная Флорида, и Франции не отдавались.
Пока между Испанией и США тянулся долгий спор о принадлежности Западной Флориды, на эту территорию проникало всё больше американских поселенцев. Жившие там британские поселенцы также тяготились владычеством испанцев, и 23 сентября 1810 года произошло восстание, в результате которого была провозглашена Республика Западная Флорида. 27 октября 1810 года президент США Джеймс Мэдисон объявил об аннексии Западной Флориды вплоть до реки Пердидо.
В 1810 году испанцы сумели удержать под своим контролем Округ Мобил, включавший в себя земли Западной Флориды между реками Перл и Пердидо. Этот регион был захвачен американцами в 1812 году во время англо-американской войны, в которой Испания участвовала как союзница Великобритании, и включён в состав Территории Миссисипи.
В 1819 году между США и Испанией был подписан договор Адамса — Ониса, окончательно зафиксировавший отказ Испании от Флориды в пользу США. Та часть Западной Флориды, что всё ещё оставалась формально испанской, была включена в состав созданной в 1822 году Территории Флорида.